# Pat Tiberi
Pat Tiberi, właśc. Patrick Joseph Tiberi (ur. 21 października 1962) – amerykański polityk, członek Partii Republikańskiej. Od 2001 roku jest przedstawicielem dwunastego okręgu wyborczego w stanie Ohio do Izby Reprezentantów Stanów Zjednoczonych.
W 2012 odznaczony Krzyżem Kawalerskim Orderu Zasługi Republiki Włoskiej